# NGC 1478
NGC 1478 (również PGC 14062) – galaktyka soczewkowata (S0), znajdująca się w gwiazdozbiorze Erydanu. Odkrył ją w 1886 roku Ormond Stone.